# السوالم الطريفيية المركز (حد السوالم)
السوالم الطريفيية المركز هي إحدى مشيخات المملكة المغربية، تتبع جغرافيا لإقليم برشيد وإداريًا لحد السوالم. يقدر عدد سكانها بـ 5904 نسمة حسب الإحصاء الرسمي للسكان والسكنى لسنة 2004.